# Altyn Tagh
De Altyn Tagh of Altun Shan (Oeigoers: التون قان, Altun Taq, letterlijk: "goudberg"; Chinees: 阿尔金山, pinyin: Āěrjīn Shān) is een gebergte in de Volksrepubliek China. De Altyn Tagh vormt de scheiding tussen het Tibetaans Plateau en het Chaidamu Pendi in het zuiden en de overgang van de Hexi-corridor naar de zoutmeren van Lop Nor, het Tarimbekken en de Taklamakanwoestijn in het noorden. In het westen zit de Altyn Tagh vast aan de Kunlun, in het oosten gaat ze over in de Qilian Shan. De Qilian Shan en de Altyn Tagh worden samen Nan Shan genoemd (Chinees: 南山, letterlijk: "zuidelijke bergen"), omdat ze gezien vanaf de zijderoute in het zuiden liggen.
De Altyn Tagh is ongeveer 700 km lang en 150 km breed. Het hoogste punt is de Sulamutag (6.295 m), maar op de meeste plekken zijn de toppen tussen de 3500 en 4000 m. Een andere hoge top is de Altun Shan (5.798 m), die in het Chinees dezelfde naam draagt als het hele gebergte.
Het grootste deel van de noordkant van de Altyn Tagh ligt in de autonome regio Xinjiang. De zuidoostelijke zijde ligt in de provincie Qinghai en een kleiner deel in het noordoosten in de provincie Gansu.